# Убойной ночи
«Убо́йной но́чи» — юмористическое телешоу на ТНТ, основанное на импровизации, где темой для обсуждений выступают насущные новости.
Ведущий проекта — Павел Виноградов.
Музыкальное сопровождение программы — Александр Родовский (ранее в этой роли выступал Алексей Морозов (Алекс Аморалес)). С 11 декабря 2009 шоу было заменено на похожее по формату — «Убойный вечер».

## Правила
Ведущий (Павел Виноградов) задаёт тему для обсуждения. Обычно это актуальные проблемы в жизни. Участники (это шесть человек из программы «Убойная лига») делятся на две стороны: первая (синяя) — против введения обсуждаемой темы, вторая (красная) — за. Программа делится на несколько частей:
- Обсуждение темы — все игроки говорят об этой теме и приводят свои доводы;
- Блиц-опрос — ведущий рассказывает короткий и забавный факт в тему передачи и задаёт один и тот же вопрос на основе этого факта всем шестерым участникам обсуждения;
- Обсуждение фотографии — участники обсуждают фотографию, присланную телезрителями на заданную тему;
- «Горячий стул» — один участник должен быстро отвечать на задаваемые ведущим вопросы, присланные телезрителями (впервые этот номер был исполнен в «Comedy Club», где Гарику «Бульдогу» Харламову пришлось импровизировать на заданные вопросы; позже не раз применялся там же);
- Номера — участники в студии придумывают номера на тему, заданную Павлом Виноградовым.

В конце программы при помощи голосования в зрительском зале определяется команда-победитель, и ей предоставляется право заключительного слова.

## Убойный вечер
С 11 по 30 декабря 2009 года шоу было заменено похожим по формату проектом под названием «Убойный вечер», с частично измененным составом участников и новым ведущим — Таиром Мамедовым.

## Участники
- Кирилл Бабанов (дуэт «Бабанов и Мишланов»)
- Руслан Белый
- Евгений Воронецкий (дуэт «Сделано руками»)
- Антон Иванов (дуэт «Быдло»)
- Николай Камка (дуэт «Холодильник»)
- Роман Клячкин (дуэт «Красивые»)
- Илья Соболев (дуэт «Красивые»)
- Игорь Коваленко (дуэт «Эд и Куралесов»)
- Евгений Кожевин («Лангепас»)
- Денис Косяков
- Эдуард Мацаберидзе (дуэт «Эд и Куралесов»)
- Дмитрий Мишланов (дуэт «Бабанов и Мишланов»)
- Леонид Моложанов (Лёня Махно, дуэт «Компот»)
- Рустам Мухамеджанов (дуэт «Компот»)
- Евгений Отставнов (Евгений Медведь Машечкин)
- Роман Постовалов (дуэт «Феминисты»)
- Артём Пушкин (дуэт «Феминисты»)
- Константин Пушкин
- Андрей Родных (дуэт «Родной и Федяй»)
- Алексей Смирнов (дуэт «Быдло»)
- Рустам Хабибулин (Флинт, дуэт «Соседи»)
- Роман Частов (дуэт «Друзья»)
- Дмитрий Черных (дуэт «Соседи»)